# Kraj południowoczeski (1960–2020)
Kraj południowoczeski (czes. Jihočeský kraj) powstał 11 kwietnia 1960 na podstawie ustawy nr 36/1960 o podziale terytorialnym państwa jako obszar administracyjny, odpowiednik polskiego województwa. Na podstawie ustawy nr 51/2020 z 29 stycznia 2020  w sprawie terytorialnego podziału administracyjnego państwa przestał istnieć 1 stycznia 2021. 
Siedzibą kraju były Czeskie Budziejowice. Obejmował południową część Czech właściwych. Na północy graniczył z krajem środkowoczeskim, na południu z Górną Austrią, na wschodzie z krajem południowomorawskim, a na północnym wschodzie z krajem wschodnioczeskim.
Obejmował osiem powiatów: Czeskie Budziejowice, Czeski Krumlov, Jindřichův Hradec, Pelhřimov, Písek, Prachatice, Strakonice i Tabor.
Pierwotnie kraj południowoczeski był także jednostką samorządu terytorialnego posiadającą własną administrację. Na podstawie ustawy nr 347/1997 i ustawy nr 129/2000 o krajach kompetencje samorządu terytorialnego przejęły nowe jednostki; „stare“ kraje stały się jedynie okręgami administracyjnymi dla np. sądów (Sąd Okręgowy w Czeskich Budziejowicach), prokuratury, policji czy urzędów skarbowych. 1 stycznia 2021 przestał istnieć również jako okręg administracyjny.
Prawie cały obszar kraju wchodził w skład samorządowego kraju południowoczeskiego. Wyjątkiem był powiat Pelhřimov, który został włączony do samorządowego kraju Wysoczyna.